# Patelloida perconica
Patelloida perconica is een slakkensoort uit de familie van de Lottiidae. De wetenschappelijke naam van de soort is voor het eerst geldig gepubliceerd in 1913 door Preston.